# Квота
Квота (лат. quota) — норма, доля или часть чего-либо допускаемого в рамках возможных соглашений и договоров.

## Варианты применения
1. Доля возможного участия в совместном деле (производстве, сбыте, экспорте или импорте товаров и т. д.);
2. Квота в иммиграционной политике — ограничение, лимит допустимого ежегодного притока иммигрантов;
3. Взнос стран — членов Международного валютного фонда (МВФ) в капитал фонда.
4. В РФ, единица объёма дорогостоящей медицинской помощи, предусмотренная Перечнем видов[1] дорогостоящей (высокотехнологичной) медицинской помощи, предоставляемой за счёт средств федерального бюджета[2].

Ограничительные меры называют квотированием.
1. Доля, часть, пай, приходящиеся на каждого из участников общего дела.
2. Количественные ограничения (производства, сбыта, потребления, экспорта, импорта товаров), вводимые на определённый период времени.

В связи с используемой в международной торговле практикой ограничений под квотой понимается также количественный контроль над импортом и его ограничение. Квоты на импорт устанавливаются федеральным правительством для защиты отечественных производителей отдельных отраслей от иностранных конкурентов. Использование подобных квот в качестве протекционистской меры имеет как плюсы, так и минусы. Экономический выигрыш для производителей и занятых в защищённых отраслях весьма существенен, что выражается в росте рентабельности. Предприятия, испытывающие потребность в ограничении конкуренции зарубежных производителей, могут оказывать весьма ощутимое политическое давление, требуя введения квоты. Сторонники свободной торговли считают, что издержки таких ограничений перекладываются на потребителя, так как отечественные товары оказываются дороже, чем в условиях свободной торговли, а диапазон потребительского выбора сокращается.

## Квота в Российской империи
В Лифляндской и Эстляндской губерниях Российской империи под словом квота подразумевался юридический термин в земельном праве, которым называлась та часть мызной (помещичьей) земли, которая облагалась податями, в то время как остальная мызная земля была от них свободна.